# San Diego Conquistadors 1974-1975
La stagione 1974-75 dei San Diego Conquistadors fu la 3ª nella ABA per la franchigia.
I San Diego Conquistadors arrivarono quinti nella Western Division con un record di 31-53, non qualificandosi per i play-off.

## Risultati
| Squadra                 | V  | P  | %    | GB |
| ----------------------- | -- | -- | ---- | -- |
| Denver Nuggets          | 65 | 19 | 77,4 | -  |
| San Antonio Spurs       | 51 | 33 | 60,7 | 14 |
| Indiana Pacers          | 45 | 39 | 53,6 | 20 |
| Utah Stars              | 38 | 46 | 45,2 | 27 |
| San Diego Conquistadors | 31 | 53 | 36,9 | 34 |

## Roster
| N° | Naz.                   | Ruolo | Sportivo       | Anno | Alt. | Peso \|\| |
| -- | ---------------------- | ----- | -------------- | ---- | ---- | --------- |
|    | Stati Uniti (bandiera) | C     | Reggie Royals  | 1954 | 208  | 91        |
| 2  | Stati Uniti (bandiera) | GA    | Warren Jabali  | 1946 | 188  | 91        |
| 2  | Stati Uniti (bandiera) | G     | Greg Lee       | 1951 | 191  | 86        |
| 3  | Stati Uniti (bandiera) | AC    | Caldwell Jones | 1950 | 211  | 98        |
| 4  | Stati Uniti (bandiera) | A     | Bob Nash       | 1950 | 203  | 88        |
| 5  | Stati Uniti (bandiera) | A     | Travis Grant   | 1950 | 201  | 98        |
| 6  | Stati Uniti (bandiera) | G     | Billy Harris   | 1951 | 188  | 84        |
| 8  | Stati Uniti (bandiera) | AC    | Lee Davis      | 1945 | 203  | 107       |
| 8  | Stati Uniti (bandiera) | G     | Art Williams   | 1939 | 185  | 82        |
| 9  | Stati Uniti (bandiera) | A     | Scott English  | 1950 | 198  | 93        |
| 10 | Stati Uniti (bandiera) | G     | Bo Lamar       | 1951 | 185  | 82        |
| 12 | Stati Uniti (bandiera) | GA    | George Adams   | 1949 | 196  | 95        |
| 13 | Stati Uniti (bandiera) | AC    | Stew Johnson   | 1944 | 203  | 100       |
| 14 | Stati Uniti (bandiera) | G     | Jim O'Brien    | 1949 | 185  | 77        |
| 25 | Stati Uniti (bandiera) | AC    | Tim Bassett    | 1951 | 203  | 102       |

## Staff tecnico
- Allenatori: Alex Groza (15-23) (fino al 6 gennaio)[1], Beryl Shipley (16-30)